# Tarde de perros
Tarde de perros, cuyo título original en inglés es Dog Day Afternoon, es una película de drama criminal biográfica estadounidense de 1975 dirigida por Sidney Lumet y producida por Martin Bregman y Martin Elfand. La película está protagonizada por Al Pacino, John Cazale, James Broderick, Charles Durning y Chris Sarandon. El guion fue escrito por Frank Pierson y está basado en el artículo de la revista Life «The Boys in the Bank» de P. F. Kluge y Thomas Moore. El artículo narraba el robo y la toma de rehenes llevado a cabo por John Wojtowicz y Salvatore Naturile en una sucursal del Chase Manhattan Bank en Brooklyn en 1972. Su título en inglés, traducido como «tarde sofocante» o «tarde agobiante», hace referencia al período canicular en verano durante el cual está ambientada la trama.
Elfand le sugirió el artículo a Bregman, quien procedió a negociar un trato con Warner Bros. y obtener los derechos para usar la historia. Pierson realizó su investigación y escribió un guion que centraba la historia del robo en torno a Wojtowicz. El elenco fue seleccionado por Lumet y Pacino, y este último seleccionó coprotagonistas anteriores de sus obras off-Broadway. El rodaje tuvo lugar entre septiembre y noviembre de 1974 y la producción se terminó tres semanas antes de lo previsto.
Tras su estreno en cines el 21 de septiembre de 1975, Tarde de perros fue un éxito de crítica y taquilla. La película fue nominada a seis Premios Óscar y siete Globo de Oro y ganó el Óscar al mejor guion original. En 2009, Tarde de perros fue considerada «cultural, histórica o estéticamente significativa» por la Biblioteca del Congreso de Estados Unidos y fue seleccionada para su conservación en el National Film Registry.

## Argumento
El afiche de la película describe la película con las siguientes frases: «El atraco tenía que haber durado diez minutos. Cuatro horas  más tarde el banco era un circo. Ocho horas más tarde era la emisión en directo más importante de la televisión. Doce horas más tarde era historia. Y todo es completamente real».
El 22 de agosto de 1972, el ladrón primerizo Sonny Wortzik y sus amigos Salvatore «Sal» Naturile y Stevie intentan robar el First Brooklyn Savings Bank. El plan sale mal de inmediato cuando Stevie se pone nervioso y huye. Sonny descubre que llegaron después del recuento diario del efectivo y encontraron solo 1100 dólares.
Sonny toma los cheques de viajero del banco y quema el registro en un bote de basura, pero el humo levanta sospechas afuera y el edificio es rodeado por la policía. Los dos aterrorizados ladrones toman como rehenes a los empleados del banco.
El sargento detective de policía Eugene Moretti llama al banco y Sonny fanfarronea diciendo que está preparado para matar a los rehenes. Sal le asegura a Sonny que está listo para matar si es necesario. Un guardia de seguridad sufre un ataque de asma y Sonny lo libera como muestra de buena fe. Moretti convence a Sonny para que salga. Usando a la principal empleada como escudo, Sonny comienza un diálogo con Moretti que culmina con su grito: «¡Attica! ¡Attica!», para invocar el reciente motín en la prisión de Attica. La multitud comienza a animar a Sonny.
Sonny exige un vehículo para llevarlo a él y a Sal al aeropuerto y poder abandonar el país en avión. También exige que traigan pizzas y bebidas para los rehenes y que se lleve a su esposa al banco. El amante de Sonny, Leon Shermer, llega y revela que el robo estaba destinado a pagar la cirugía de reasignación de sexo de Leon, y divulga que Sonny tiene hijos con su esposa separada, Angie.
Cuando cae la noche, las luces del banco se apagan cuando el agente del FBI Sheldon toma el mando de la escena. Se niega a hacer más favores a Sonny, pero cuando el gerente del banco, Mulvaney, sufre un shock diabético, Sheldon permite la entrada de un médico. Sheldon también convence a Leon para que hable con Sonny por teléfono. Leon se encontraba hospitalizado en el Hospital Bellevue después de un intento de suicidio. Leon rechaza la oferta de Sonny de escaparse con él y con Sal; Sonny informa a la policía que Leon no estaba implicado en el robo.
Sonny acepta que Mulvaney salga, pero el gerente se niega a dejar a sus empleados. El FBI llama a Sonny para que hable con su madre, en la calle, quien no logra persuadirlo para que se entregue. De vuelta adentro, Sonny escribe su testamento, dejando dinero de su seguro de vida para Angie y para que Leon se someta a la cirugía.
Cuando llega la limusina solicitada, Sonny busca armas ocultas o trampas explosivas y selecciona al agente Murphy para que lo lleve a él, a Sal y a los rehenes restantes al aeropuerto Kennedy. Después de liberar a una de las rehenes, Sonny se sienta al frente junto a Murphy con Sal detrás. Murphy le pide repetidamente a Sal que apunte su arma al techo para que no le hiera accidentalmente, si el arma se disparase por un bache.
Mientras esperan en la pista del aeropuerto que el avión se desplace hasta su posición, liberan a otra rehén, quien ofrece a Sal su rosario para que no tenga miedo durante su primer viaje en avión. Murphy vuelve a recordarle a Sal que dirija el arma hacia arriba. Sal lo hace y Sheldon toma el arma de Sonny, lo que le permite a Murphy sacar un revólver escondido en su reposabrazos y dispararle a Sal en la cabeza. Sonny es arrestado de inmediato y el resto de los rehenes son liberados.
La película termina cuando Sonny observa cómo sacan el cuerpo de Sal del automóvil en una camilla. El texto en pantalla revela que Sonny fue sentenciado a veinte años de prisión, su esposa Angie y sus hijos subsisten mediante ayudas sociales, y Leon, que cambió su nombre a Elizabeth, pudo tener acceso a su operación de reasignación de sexo.

## Reparto
- Al Pacino - Sonny Wortzik (John Wojtowicz)
- John Cazale - Sal Naturile (Salvatore Naturile)
- Charles Durning - Detective Eugene Moretti
- Chris Sarandon - Leon Shermer (Elizabeth Eden/Ernest Aron)
- Penelope Allen - Sylvia «Mouth» (Shirley «Mouth» Ball)
- Sully Boyar - Mulvaney (Robert Barrett)
- Susan Peretz - Angie (Carmen Wojtowicz)
- James Broderick - Agente Sheldon del FBI
- Lance Henriksen - Agente Murphy del FBI
- Carol Kane - Jenny, la cajera
- Beulah Garrick - Margaret
- Sandra Kazan - Deborah
- Estelle Omens - Edna
- Marcia Jean Kurtz - Miriam
- Amy Levitt - Maria
- Gary Springer - Stevie
- John Marriott - Calvin Jones
- Philip Charles MacKenzie - Doctor
- Dick Anthony Williams - Conductor de la limusina / Agente encubierto del FBI
- Judith Malina - Madre de Sonny
- Dominic Chianese - Padre de Sonny
- Edwin Malave - Novio de Maria
- Tom Towles - Policía
- Tony Lip - Policía en el aeropuerto

## Antecedentes
El 22 de agosto de 1972, John Wojtowicz, Salvatore Naturile y Robert Westenberg intentaron robar una sucursal del Chase Manhattan Bank en sobre la avenida P 450 en Gravesend, Brooklyn. Los ladrones pretendían llevarse entre 150 000 y 200 000 dólares estadounidenses —equivalentes a 1,3 millones de dólares en 2021— que esperaban que se entregaran 3:30 p. m. de esa tarde por un camión blindado. Según Wojtowicz, un ejecutivo de Chase Manhattan que conoció en un bar gay en Greenwich Village le avisó. Entraron al banco a las 3:00 p. m. y se enteraron de que el camión blindado se había llevado el dinero a las 11:00 a. m. Los ladrones se tomaron los 29 000 dólares —equivalente a 187 900 dólares en 2021— que estaban disponibles en la sucursal e intentaron escapar. Westenberg tuvo éxito, pero Wojtowicz y Naturile se quedaron atrás cuando la policía llegó al lugar. El robo luego se convirtió en una situación de rehenes.

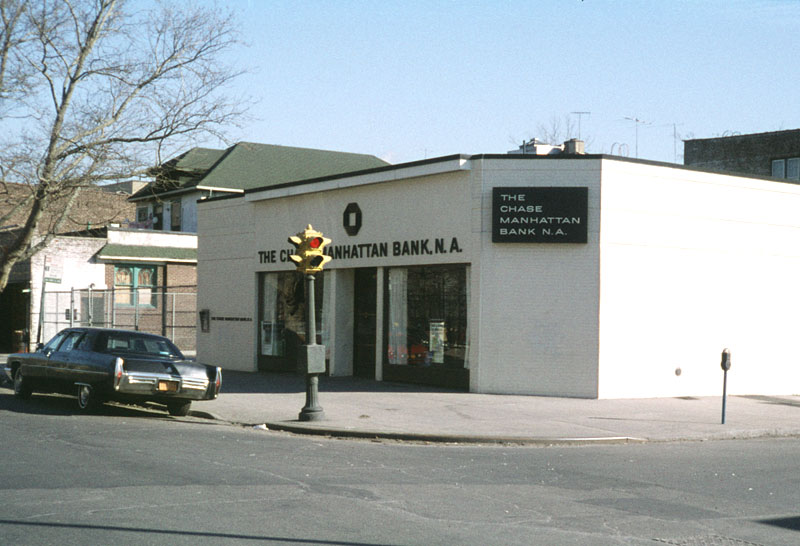
El Chase Manhattan Bank en 1975.

Después de dos horas de negociaciones, Wojtowicz y Naturile extendieron una lista de demandas a la policía: liberar a Elizabeth Eden (Ernest Aron) del Kings County Hospital Center a cambio de un rehén, traer hamburguesas y Coca-Cola, y proporcionar transporte al Aeropuerto Internacional John F. Kennedy para ellos y los rehenes. En palabras de Wojtowicz: «Quiero que entreguen a mi esposa aquí desde el hospital del condado de King. Su nombre es Ernest Aron. Es un hombre. Soy gay». También solicitaron un avión para volar a un lugar seguro, donde se liberaría ilesos a los rehenes. Después de más de catorce horas de retener a los rehenes, Naturile fue asesinado y Wojtowicz fue arrestado en el aeropuerto Kennedy.
Wojtowicz le dijo al juez Anthony J. Travia que el motivo del robo fue pagar una cirugía de reasignación sexual para Eden. Poco después de un intento de suicidio en 1971, Eden expresó al padre Gennaro Aurichio el deseo de casarse con Wojtowicz. Aurichio recordó que Eden le dijo: «Estoy todo confundido. Quiero ser una chica. Tengo que casarme con el chico que te presenté. Si no lo hago, tendré más éxito la próxima vez». Aurichio, quien aconsejó a Eden, accedió a realizar una ceremonia. Le dijo a Eden que «realizaría una bendición», pero que no podía y no quería «realizar un matrimonio homosexual». Posteriormente, Aurichio fue expulsado. Arthur Bell, un periodista de investigación y activista LGBT, expresó su creencia de que la cirugía fue un motivo secundario del robo. Bell conoció a Wojtowicz antes del atraco a través de la Alianza de Activistas Gay, bajo el alias de «Littlejohn Basso». En su artículo publicado por The Village Voice, expuso la conexión de Wojtowicz con el pornógrafo Mike Umbers y especuló que el atraco fue organizado por la familia criminal Gambino.

## Producción

### Desarrollo
Life publicó en su número del 22 de septiembre de 1972 una crónica del robo. El artículo, escrito por P. F. Kluge y Thomas Moore, se tituló «The Boys in the Bank» (Los chicos del banco). Detallaba el atraco y el vínculo de los rehenes con sus captores. Los autores compararon la apariencia de Wojtowicz con la de Dustin Hoffman o Al Pacino. El artículo llamó la atención del productor Martin Elfand. Elfand se lo llevó a Martin Bregman, quien despertó el interés del ejecutivo de Warner Bros., Richard Shepherd. Elfand contrató a Kluge y Moore para entrevistar a las personas involucradas en la historia. Antes de que se escribiera el guion, Elfand quería asegurarse de que todos los entrevistados habían firmado las autorizaciones de los derechos de la historia. Tras la negociación, cada rehén recibió 600 dólares —equivalente a 3700 dólares en 2021—; un rehén pidió más dinero y no fue incluido en el guion. Inicialmente, a Westenberg se le ofrecieron 2000 dólares, pero los rechazó siguiendo el consejo de su abogado, ya que todavía estaba cumpliendo una sentencia de dos años. Después de su liberación, se conformó con 750 dólares. Wojtowicz recibió 7500 dólares —equivalente a 45 800 dólares en 2021— por los derechos de la historia. Del dinero, destinó 2500 dólares a la cirugía de reasignación de Eden. Los medios de comunicación informaron que a Wojtowicz se le otorgó el uno por ciento de las ganancias netas de la película; Bregman luego negó que su compañía, Artists Entertainment Complex, le otorgara a Wojtowicz un porcentaje de las ganancias brutas. Bregman añadió que le daría 25 000 dólares si la película funcionaba tan bien como Serpico (1973) en la taquilla. El abogado de Wojtowicz, Mark Landsman, retuvo 3500 dólares del pago que recibió. Mientras tanto, Warner Bros pagó el funeral de Naturile. El título provisional de la película fue The Boys in the Bank. El presupuesto se fijó en una estimación de 3,5 millones de dólares —equivalente a 21,36 millones en 2021—, o 3,8 millones —equivalente a 23,2 millones en 2021—.
Frank Pierson fue contratado para escribir el guion. Además de la investigación de Kluge y Moore, Pierson realizó la suya propia. Se puso en contacto con el periodista Randy Wicker, quien cubrió la historia del atraco para publicaciones gay y brindó asistencia técnica con respecto a la escena de los clubes nocturnos gay de Manhattan. Pierson decidió que quería centrar la historia en torno a Wojtowicz, quien se negó a recibir a Pierson en prisión mientras estaba en una disputa financiera con Warner Bros. Pierson analizó las cintas de las entrevistas y los artículos de noticias sobre el robo y se acercó a los involucrados para obtener información adicional. Pierson no pudo definir el carácter de Wojtowicz porque dejó una impresión diferente en cada uno de los entrevistados. El proyecto lo abrumaba, pero no podía renunciar, ya que había gastado su adelanto en efectivo. Pierson revisó su material y encontró las promesas incumplidas que hizo Wojtowicz como el factor en común. Terminó el guion en la Navidad de 1973. El autor Leslie Waller trabajó más tarde en una novelización del guion de Pierson, que se editó a través de Dell Publishing después del lanzamiento de la película.

### Casting
Con el guion terminado, Bregman se reunió con el director Sidney Lumet y Pacino en Londres. Pacino, que en ese momento estaba representado por Bregman, accedió a interpretar el papel. Luego se retiró y Dustin Hoffman expresó interés. Bregman no se reunió con Hoffman; sintió que Pacino podría aportar la «sensibilidad» y «vulnerabilidad» necesaria para el papel. Después de hablar sobre el proyecto, Pacino aceptó el papel pero luego lo rechazó nuevamente. Bregman lo atribuyó al uso del método de actuación de Pacino y dijo que «podría haber sido un mundo que [Pacino] no quería explorar». Bregman agregó que «ninguna estrella importante había interpretado jamás a un homosexual». Quería hacer la película con Pacino. El actor se retiró del proyecto por tercera vez y le dijo a Bregman que quería volver al teatro. Dijo que «nunca haría los ajustes necesarios para las películas». Pacino volvió nuevamente al proyecto y atribuyó su comportamiento al estrés y la bebida, y que necesitaba «una vida fuera del trabajo». Lumet mencionó la interpretación del «entorno de vida demente» de Sonny Wortzik (Wojtowicz) como el factor de estrés para Pacino. En una reunión antes de los ensayos, Pacino pidió a Pierson y Lumet que bajaran el tono del comportamiento de Sonny Wortzik; su solicitud fue rechazada. Eden describió a Wojtowicz como «una persona muy dominante» y agregó: «tiene buen carácter... pero a veces se pasaba de la raya... y me aterrorizaba». Wicker dijo más tarde que el guion de Tarde de perros retrataba a Wojtowicz como «más racional de lo que realmente era».
Gran parte del elenco estaba formado por actores con los que Pacino había actuado en obras off-Broadway. Pacino le pidió a Lumet que eligiera a John Cazale como Sal Naturile, cuyo nombre fue el único que no cambió para la película. Pacino había trabajado con Cazale en la obra de teatro de Israel Horovitz The Indian Wants the Bronx y luego en El padrino de 1972. Lumet inicialmente no estaba convencido de que debería elegir a Cazale. Tenía treinta y nueve años, mientras que Naturile tenía dieciocho años al momento de su muerte, pero el director accedió después de conocerlo. Penelope Allen interpretó a Sylvia «Mouth» (basada en Shirley «Mouth» Ball) y había trabajado antes con Pacino en Espantapájaros. Para el papel de la madre de Wortzik, Pacino le pidió a Lumet que eligiera a Judith Malina, cofundadora de The Living Theatre. Lumet quería retratar la diferencia entre un policía de calle y uno con un trabajo de oficina. Charles Durning y James Broderick fueron elegidos como Moretti y Sheldon respectivamente, aunque Lumet inicialmente había decidido que Durning fuera el gerente del banco y Broderick interpretara a Moretti hasta que intervino Pacino. Debido a que Durning también estaba trabajando en Two People de Robert Wise, Lumet y Wise tuvieron que coordinar su agenda, mientras el actor volaba entre California y Nueva York. Lumet no se preocupó por el cambio de personajes de Broderick debido a su reputación de actor de método. Sully Boyar interpretó al director del banco Mulvaney (basado en Robert Barrett). Chris Sarandon convenció a Lumet y Pacino durante su lectura del guion y fue elegido como Leon Shermer. Lumet le pidió que cambiara el enfoque de su interpretación a «un poco menos de Blanche DuBois, un poco más de ama de casa de Queens».
Hubo tres semanas de ensayos y el nombre del proyecto se cambió a Dog Day Afternoon. Pierson voló de Los Ángeles a Nueva York a pedido de Lumet. Pacino se negó a besar a Sarandon en una escena porque pensó que era «explotante»; sintió que el guion seguía «imponiendo el tema gay» en el público. Expresó la opinión de que los espectadores ya sabían que los personajes eran homosexuales y, en cambio, quería transmitir el fracaso de la relación. Pierson estuvo de acuerdo; se dio cuenta de que la pareja en realidad no se besó y que en realidad habían mantenido una conversación telefónica. Pierson modificó la escena para incluir la llamada. El National LGBTQ Task Force aprobó el guion. Ronald Gold, entonces director de la organización, lo describió como «sensible y de buen gusto».

### Filmación

#### Escena de apertura
El rodaje tuvo lugar entre septiembre y noviembre de 1974. El montaje de apertura muestra el tráfico, los puentes, las playas y los vecindarios de Nueva York antes de pasar a una vista del horizonte de Manhattan desde un cementerio. Lumet quería transmitir «un día caluroso y aburrido, una tarde canicular». El director filmó el metraje desde una camioneta y terminó frente al banco, mostrando a los asaltantes. El metraje fue silencioso, ya que Lumet decidió que no quería una banda sonora para la película. El director sintió que «no podía conciliar tratar de convencer a un público de que esto realmente sucedió [...] con ponerle una banda sonora». La montadora Dede Allen escuchó la composición «Amoreena» de Elton John en la sala de edición. Lumet agregó la canción a la película, que se escucha de la radio del auto de fuga.

#### El banco
La mayor parte de la película tuvo lugar dentro del banco. Lumet descartó la idea de construir un set de estudio; en cambio, el director encontró una calle con un almacén en la planta baja de un edificio que solía ser un taller automotriz. El equipo construyó un set de banco con paredes móviles, lo que le permitió a Lumet colocar las cámaras como deseaba y usar lentes largos para filmar desde la distancia. La ubicación del almacén también permitió a Lumet hacer una transición libre entre el banco y la calle, evitando cambiar de locación, y permitió que la calle fuera visible desde el interior del banco. Las escenas se rodaron en Prospect Park West, entre las calles 17 y 18. La línea de autobús que recorría la calle se desvió durante el rodaje y el segundo piso del edificio albergaba las oficinas de producción y el catering.

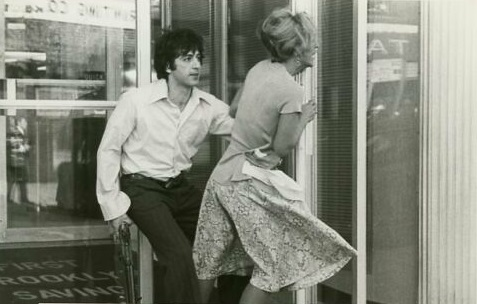
Pacino y Allen entrando al banco en una escena.

Para capturar los movimientos de Pacino de forma natural y permitir una mayor movilidad al actor, Lumet integró el uso de patines y sillas de ruedas para los camarógrafos en las tomas panorámicas. Lumet ordenaría que sacaran a los camarógrafos mientras Pacino actuaba para hacer que la escena pareciera «naturalista» y «como si hubiera sido filmada por camarógrafos de televisión, abriéndose paso entre la multitud». Quería que la producción tuviera la apariencia de un noticiero. La película presentaba primeros planos centrados en Sonny y la situación en el banco.
Se utilizaron dos cámaras diferentes para cubrir las negociaciones desde el lado de Durning y Pacino. Lumet y el director de fotografía Victor J. Kemper se basaron en planos generales para representar el punto de vista de la policía y el «atrapamiento» de los ladrones. Lumet quería usar la luz disponible en el set para evitar luminiscencia adicional. Ajustó el banco con lámparas fluorescentes adicionales para lograr la exposición deseada y utilizó otras lámparas fluorescentes de menor potencia como luz de relleno en los primeros planos. La película requirió siete noches de rodaje. Lumet necesitaba la cooperación de los vecinos para el uso de sus escaleras de incendios para sostener luces adicionales. La producción fue desafiada por el clima, ya que las temperaturas bajaron. El día del atraco en agosto de 1972, la temperatura alcanzó los 31 °C (87 °F) cuando los ladrones entraron al banco. La película se rodó durante el otoño; para evitar que se viera su aliento, el elenco se colocó hielo en la boca para nivelar la temperatura. La iluminación de las escenas estuvo a cargo de vehículos de emergencia, que fueron especialmente equipados con cuatro lámparas de 7500 vatios. La fachada de ladrillo blanco del edificio proporcionaba reflejos de luz. Se utilizó un poste de luz existente y se reforzó su iluminación para mantener visible a la multitud. Las luces de emergencia se usaron en el set en escenas donde la policía cortó la energía.
Pacino filmó la primera escena con lentes de sol, pero le pidió al director que la volviera a filmar después de ver la grabación, ya que sintió que Sonny «quería que lo atraparan». También se afeitó un bigote que se había dejado crecer para el papel. Lumet permitió que el elenco improvisara diálogos con la condición de que no se desviaran mucho del guion de Pierson. El equipo de producción había grabado improvisaciones durante los ensayos que se agregaron al guion. Lumet quería que el diálogo «se sintiera natural» y alentó a los actores a usar su propia ropa y no usar maquillaje.
Se contrató a una multitud de trescientos a cuatrocientos extras. Mientras tanto, Lumet pidió a los vecinos que aparecieran en la película mirando desde sus ventanas. El director ofreció trasladarse a un hotel para aquellos que no querían ser molestados por la filmación. La multitud creció a medida que avanzaba la filmación y los peatones se unieron a los actores. Lumet dirigió a la multitud y «los azotó hasta el frenesí». A la segunda semana, sintió que la multitud podía improvisar por su cuenta. Para amplificar el efecto en la película, utilizó cámaras de mano. Con respecto al proyecto mientras se filmaba, Lumet dijo: «Está fuera de mis manos. Tiene vida propia». En una escena en la calle, antes de que Pacino saliera del banco, el asistente de dirección Burtt Harris le susurró que preguntara a la multitud sobre la rebelión de los prisioneros de la cárcel de Attica. Pacino luego improvisó el diálogo completo con la multitud.

#### Conversaciones telefónicas
Lumet decidió filmar las conversaciones telefónicas que Sonny tuvo con su esposa y Leon de forma consecutiva. Mientras Pacino actuaba en la escena, aumentó la intensidad de la interpretación. Si bien ambas conversaciones duraron un total de catorce minutos, la cámara de Lumet solo podía grabar diez a la vez y tuvo que llevar una segunda cámara. Para la escena, Lumet separó a Pacino del resto del banco con una máscara de terciopelo negro para aislarlo. Dejó un agujero para ambas cámaras y para que él mismo mirara. Lumet quería una segunda toma. Pacino, exhausto, aceptó y mantuvo la misma intensidad. Al final de la escena, Lumet y Pacino lloraron. Más tarde, el director lo recordó como «un momento increíble, el mejor momento de dirección que he tenido en mi vida».
La llamada entre Pacino y Sarandon fue improvisada. Lumet sintió que Sarandon «tenía muy buen gusto» y que el actor no recurriría a «clichés homosexuales». Consideró el humor de su improvisación como «genuinamente divertido» y que no se estaba «riendo de un personaje gay». Sarandon sintió que la conversación fue bien recibida por el público porque «no se trataba de un drag queen y su novio» y que reflejaba a dos personas que estaban «tratando de enfrentarse a lo que está mal en su relación». La película se caracterizó por su «ligero toque cómico» y según el crítico David Thomson por su «oído e instinto para la comedia». En el guion de Pierson, la pregunta de Wortzik sobre a qué país quería escapar Sal no tenía una respuesta escrita, pero Cazale improvisó respondiendo «Wyoming». Lumet tuvo que taparse la boca, ya que casi interrumpe la escena riéndose.

#### Escena final
El comienzo de la escena final en el banco se filmó en una noche de 4 °C (40 °F) con viento. Pacino fue rociado con agua para simular el sudor; Lumet mezcló el sudor artificial él mismo, ya que sintió que los equipos de maquillaje a menudo lo usaban en exceso o que era insuficiente. El director utilizó una mezcla de glicerina y agua que aprendió a hacer durante el rodaje de 12 Angry Men. La mezcla duró más y le permitió una mejor continuidad a lo largo de las escenas.
Harris dirigió la escena de la caravana que se dirigía al aeropuerto Kennedy desde un helicóptero. Se utilizaron un avión y patrullas en la pista. El senador Jacob Javits, conocido de Lumet, facilitó las negociaciones con la Autoridad Portuaria de Nueva York y Nueva Jersey. Al equipo de producción se le dio un día para filmar en un área del aeropuerto que no era una terminal. Los vuelos internacionales que se dirigían a la pista principal tenían que rodear el lugar de rodaje. Lumet dirigió la escena en el aeropuerto desde tierra. Eligió cortar el primer plano después de que le dispararon a Sal y le apuntaron con un arma a la cabeza de Sonny, en un plano lejano; la vista presentaba un panorama de la escena en el aeropuerto. Lumet se centró en Pacino y ordenó al equipo que hiciera rodar a Cazale en una camilla para que el actor pudiera verlo. Pacino usó la imagen para improvisar su reacción.
El rodaje se completó tres semanas antes de lo previsto. Después de montar la película, Lumet y Allen sintieron que la escena de ritmo lento de Sonny escribiendo su testamento entraba en conflicto con el resto de las secuencias de ritmo rápido, por lo que decidieron recuperar seis o siete minutos de metraje descartado para equilibrar el tempo de la película. Lumet afirmó que la escena de los últimos deseos de Sonny fue la razón de su decisión de trabajar en la película; si bien le resultó «conmovedora», le preocupaba que el público se riera de ella. Sus preocupaciones se basaban en lo que consideraba «la actitud defensiva sobre temas sexuales»: para evitarlo, se centró en retratar actuaciones emocionales de los actores a lo largo de la película. Lumet tuvo acceso a las imágenes de la ceremonia de Wojtowicz y Eden, originalmente transmitida por el Canal 5 en el momento del robo, que mostraba a Wojtowicz con su uniforme del ejército presentando un anillo de bodas con un cuboflash a Eden, que vestía un vestido de novia. Estuvieron presentes la madre de Wojtowicz y ocho hombres haciendo de «damas de honor». Lumet planeó usarlo en la película; la escena habría presentado el metraje transmitido en un televisor en el banco, pero decidió no incluirlo, ya que sintió que sería «irrecuperable» y que el público no «tomaría en serio el resto de la película».

## Estreno y recepción
Tarde de perros se estrenó el 20 de septiembre de 1975 en el Festival Internacional de Cine de San Sebastián. La película se estrenó en la ciudad de Nueva York el 21 de septiembre de 1975 y se estrenó en todo el país en octubre. Recaudó entre 50 millones —equivalente a 251,79 millones de dólares en 2021— y 56 millones de dólares (equivalente a 282,01 millones de dólares en 2021). El 11 de noviembre de 1979, se transmitió una versión censurada y abreviada en NBC, que marcó el estreno televisivo de la película. Fue lanzado en VHS en 1985. En 2006, Warner Home Video lanzó Tarde de perros en un DVD de doble disco. Para el cuadragésimo aniversario de la película, se lanzó un Blu-ray de dos discos en 2015.
El filme tiene un porcentaje de aprobación del 96 % en Rotten Tomatoes según cincuenta y un reseñas. El consenso del sitio afirma: «Enmarcado por un gran trabajo del director Sidney Lumet y alimentado por una actuación apasionante de Al Pacino, Tarde de perros ofrece una retrato finamente detallado de personas en crisis con un drama empapado de tensión teñido de humor negro». En el sitio web del agregador de reseñas Metacritic, la película obtuvo un puntaje de 86 según quince reseñas profesionales.
The New York Times reseñó el filme favorablemente. Llamó a la película un «estridente carnaval callejero» y la descripción «más precisa y extravagante» de Lumet de Nueva York. El crítico destacó las «actuaciones brillantes» del elenco: la exhibición de Pacino de un «estilo bravura», la actuación de Sarandon de «miedo, dignidad y tontería» y la actuación «que uno recuerda» del elenco secundario. New York Daily News le dio cuatro estrellas: describió la película como una «visceral comedia humana» y calificó a Pacino de «impresionante», «brillantemente errático y terriblemente conmovedor». La publicación consideró que Pacino interpretó a «un personaje rico y volátil». Elogió a Durning y Sarandon, y calificó al elenco femenino de «maravilloso». The Record percibió a las actuaciones como «muy naturales». Determinó que «toda la astucia» estaba en el guion de Pierson y lo atribuyó a su cercanía con los hechos reales retratados en la película. Para The Village Voice, el crítico Andrew Sarris opinó que Pacino actuó «asiduamente con el blanco de los ojos». Sarris también señaló que «el dolor vino a raudales de los ojos de Pacino», ya que consideraba a Sonny un «héroe trágico freudiano», y que la combinación con el «deseo de muerte inexpresivo» del personaje de Cazale produjo «muchos desechos emocionales». EL crítico declaró que el «punto culminante» de la película era la conversación telefónica entre Pacino y Sarandon. Sarris señaló que el diálogo presentaba «dos criaturas heridas capaces de una audacia emocional extraordinaria» y concluyó que la película debía ser «vista, pero no tragada por completo» y que «convertir a los criminales en héroes» era «un pequeño paso para el caos absoluto». El crítico Roger Ebert la calificó con tres estrellas y media de cuatro, agradeciendo su «sentido del humor irreverente y peculiar». Gary Arnold de The Washington Post la llamó «un triunfante nuevo clásico del naturalismo cinematográfico estadounidense». Penelope Gilliatt de The New Yorker escribió: «La película tiene éxito, en general, porque tiene el valor de farsa crucial de no desfallecer».
Gene Siskel le dio a Tarde de perros cuatro estrellas en su reseña para el Chicago Tribune y calificó la película como «excelente», destacando las «escenas que mezclan el miedo a la violencia con una risa loca». Sintió que Pacino, Cazale y Durning evitaron que la película «degenerara en una tontería». Siskel habló sobre la exhibición de Pacino de «tanta energía» que lo hizo «creer lo increíble» y el «silencio inquietante y pálido» de Cazale. Lumet y Allen fueron elogiados por el ritmo «excelente, como una montaña rusa» de la película. United Press International la definió como una «película excepcionalmente buena, escandalosamente divertida y profundamente conmovedora», y definió la actuación de Pacino como una «exhibición deslumbrante». Los papeles secundarios de Cazale, Durning, Allen y Broderick se consideraron «excelentes», mientras que se destacaron las actuaciones de Peretz y Sarandon. Para Joe Baltake, la de Pacino fue una «actuación cruda, de alto voltaje y estruendosamente divertida». Su reseña en el Philadelphia Daily News continuó calificando la película de «supercargada» y «de varios niveles» de «una comedia de payasadas, un drama tenso, una historia de aventuras, material biográfico y un estudio de personajes». Baltake comparó la aparición de Cazale en la película con la de un personaje de Coonskin de Ralph Bakshi. Con respecto al resto del elenco, determinó que «todos [eran] buenos». Elogió la cinematografía de Kemper que acerca al público a lo que esta sucediendo y la «edición nítida» de Allen.
The Boston Globe elogió la «maravillosa» dirección de Lumet de «profunda investigación psicológica». El crítico Kevin Kelly elogió la edición de Allen como «brillante» y definió la actuación de Pacino como «virtuosa» y la de Cazele como «tímida y tristemente elocuente». La reseña también destacó las «buenas actuaciones» del reparto secundario. The Evening Sun elogió el humor de la película. El crítico Lou Cedrone sintió que era «natural y genuina»; subrayó que el guion de Pierson, combinado con el trabajo de Pacino y Lumet, hizo que el drama «nunca fuera incómodo». El Detroit Free Press expresó que la imagen se basó en la actuación «tierna, franca, generosa y conmovedora en extremo» de Pacino.
El Miami Herald describió Tarde de perros como «una película de un realismo fascinante». El crítico John Huddy expresó que las escenas callejeras estaban «puestas en escena magníficamente» y que Lumet «encuentra orden en el caos, sentido en la locura». The Atlanta Journal-Constitution comentó que la actuación de Durning era «absolutamente real» y el crítico opinó que el elenco estaba «consistentemente bien». Concluyó mencionando «el excelente guion y edición» y definió la película como «divertida y conmovedora».
El Montreal Gazette mencionó la variedad de personajes presentados en la película. El crítico concluyó que era «un monumento al pensamiento y al cuidado» por parte del equipo de producción. Se destacaron la «notable actuación» de Pacino y el guion «todo incluido» de Pierson. The Guardian opinó que Tarde de perros presentó «la mejor película en un tiempo considerable» de Lumet, y consideró la actuación de Pacino como «brillante» y la de Cazale como «muy realista». The Sydney Morning Herald la consideró «bellamente dirigida» por Lumet y «otra película estadounidense madura que se enfrenta y refleja la realidad».

### Demandas
La esposa de Wojtowicz, Carmen Bifulco, recibió 50 dólares (equivalente a 300 dólares en 2021) del Artists Entertainment Complex por su contribución a la historia. Firmó los documentos a Wicker, quien grabó a cambio una cinta con su versión de la historia en nombre de la empresa. El retrato de su personaje, Angie, en la película la afectó, ya que sintió que la consideraban «repulsiva». Tarde de perros la describió como «una gorda idiota», «una zorra inútil» y una «italiana grasienta», entre otros términos peyorativos. En la película, Angie lamenta su aumento de peso como la razón de la distancia de Sonny. Wojtowicz también estaba enojado por su representación en la película y definió a su entonces esposa como «una chica dulce». Pierson declaró que el personaje se presentó «lo más alejado de la verdad» y que no podía «soportar cómo [Lumet] interpretó el papel» o cómo lo interpretó Peretz. Además, destacó su decepción por la campaña publicitaria que presentaba la película como una «historia real» y señaló sus diferencias con el artículo de Life. Pierson presentó una denuncia ante el Writers Guild of America. Kluge, coautor del artículo de Life, creía que los cineastas «se quedaron en la superficie de una historia periodística animada» y que la película tenía una «historia fuerte y de ritmo rápido» sin «reflexión» o «una visión contemplativa de la vida».
Carmen emprendió acciones legales contra Warner Bros. En nombre de ella y sus hijas Carmen y Dawn, Wojtowicz presentó una demanda por invasión de la privacidad por 12 000 000 dólares. La división de apelaciones de la Corte Suprema de Nueva York falló a favor de Warner Bros., ya que la corte determinó que los nombres verdaderos o las fotografías de la familia y los ladrones no se usaron en la película ni en el libro. Wojtowicz luego demandó al estudio por el 1 % de las ganancias que, según él, estaban incluidas en el trato por el uso de su historia; recibió 40 000 dólares —equivalente a 178 900 dólares en 2021— después de deducir los honorarios del abogado. La Corte Suprema de Nueva York ordenó que se entregaran semanalmente 100 dólares —equivalente a 300 dólares en 2021— a Carmen Wojtowicz, más 50 dólares semanales para ambos niños. El resto del dinero se colocó en custodia de la Junta de Compensación de Víctimas del Crimen del Estado de Nueva York para pagar los reclamos de las víctimas del robo de 1972.

## Legado
Algunos análisis en el siglo XXI de Tarde de perros la han interpretado como una «película antiautoritaria» que «desafió al establecimiento», particularmente con el énfasis en los disturbios en la prisión de Attica y el resentimiento del personaje hacia la policía. Los analistas también mencionaron su contemporaneidad con las secuelas de la guerra de Vietnam y el escándalo Watergate. Se convirtió en una de las primeras películas en retratar a un personaje masculino bisexual como protagonista. En 2009, Tarde de perros fue considerada «cultural, histórica o estéticamente significativa» por la Biblioteca del Congreso de Estados Unidos y fue seleccionada para su conservación en el National Film Registry.
AllMovie le dio a la película cinco estrellas de cinco. La reseña la definió como «una historia por excelencia de la década de 1970» y se centró en las «tensiones contemporáneas sobre la ley, los medios y la sexualidad» de la película. Christopher Null escribió en 2006 que la película «captura perfectamente el espíritu de la época de principios de la década de 1970, una época en la que el optimismo estaba tocando fondo y John Wojtowicz era el mejor héroe que podíamos imaginar». Durante el Festival Internacional de Cine de San Francisco de 2011, la película se incluyó como tributo a Pierson por su reciente muerte. El San Francisco Chronicle reflexionó sobre el momento de su estreno y el crítico opinó que «parecía que las grandes películas nunca se detendrían, cuando el extraordinario estallido creativo que habíamos visto en la década de 1970 parecía que podría continuar para siempre». The A.V. Club lo llamó un «franco melodrama social que también es una celebración de la valentía cotidiana», mientras que elogió la cinematografía de Kemper que «captura la alegría y la decadencia de una ciudad abarrotada». IGN la reseñó positivamente y consideró que la actuación de Pacino fue «espectacular y logra una especie de matiz y complejidad que pocos actores de su generación o de cualquier otra generación han logrado antes o después». Mientras tanto, el crítico consideró que la película mostraba la razón por la que Cazale era «uno de los grandes actores de carácter de todos los tiempos».

### En la cultura popular
La película italiana Operazione Kappa: sparate a vista de 1977 se basó libremente en Tarde de perros. La película de acción de Hong Kong Yan man ying hung de 1987  fue una nueva versión de la película. Para su audición en Los Simpson, el actor Hank Azaria usó una voz de imitación basada en el personaje de Tarde de perros de Pacino. Fue la base para la voz final de Moe Szyslak. Un robo a un banco con personajes basados en Sonny y Sal tuvo lugar en el episodio de Los Simpson «I Don't Wanna Know Why the Caged Bird Sings». En 2006, los actores Marcia Jean Kurtz y Lionel Pina repitieron sus papeles de Tarde de perros como Miriam Douglas y un repartidor de pizzas en la película de suspenso y atracos Inside Man.
Los nombres de varios episodios de series de televisión hacen referencia al filme, incluidos All in the Family, Welcome Back, Kotter, Alice, St. Elsewhere, Sledge Hammer!, Hill Street Blues, Perfect Strangers, The New Adventures of Winnie the Pooh, The New Lassie, Kenan & Kel, King of the Hill, Bob's Burgers, Supernatural y 2 Broke Girls. El grito «Atica! Atica!» también fue reproducido en múltiples películas y series de televisión.

## Premios
Tarde de perros fue candidata a seis Premios Óscar y Pierson recibió el Óscar al mejor guion original. La película fue nominada a siete Globos de Oro, pero no ganó ninguno. Recibió seis nominaciones a los Premios BAFTA: Pacino fue nominado a mejor actor y Dede Allen ganó el premio a mejor montaje. Pierson también recibió el Premio WGA al mejor drama escrito y Durning el premio National Board of Review al mejor actor de reparto. En el Festival Internacional de Cine de San Sebastián, Pacino ganó como mejor actor, mientras que la película fue nominada a mejor película.
La película ocupó el puesto setenta en la lista 100 años... 100 películas de suspense del American Film Institute. Mientras tanto, la línea «¡Ática! ¡Ática!» fue colocada en el número ochenta y seis en la lista 100 años... 100 frases. También estuvo nominada para ingresar a la lista 100 años... 100 películas en 1998 y 2007. En 2006, la revista Premiere publicó sus «100 mejores actuaciones de todos los tiempos» y colocó la actuación de Pacino como Sonny como la cuarta mejor de la historia. En 2012, el Motion Picture Editors Guild incluyó a Tarde de perros como la vigésima película mejor montada de todos los tiempos según una encuesta entre sus miembros.
| Premio                                          | Categoría                      | Nominados                                                                                          | Resultado    | Ref.    |
| ----------------------------------------------- | ------------------------------ | -------------------------------------------------------------------------------------------------- | ------------ | ------- |
| Premios Óscar                                   | Mejor película                 | Martin Bregman y Martin Elfand                                                                     | Candidatos   | [ 125 ] |
| Premios Óscar                                   | Mejor dirección                | Sidney Lumet                                                                                       | Candidato    | [ 125 ] |
| Premios Óscar                                   | Mejor actor                    | Al Pacino                                                                                          | Candidato    | [ 125 ] |
| Premios Óscar                                   | Mejor actor de reparto         | Chris Sarandon                                                                                     | Candidato    | [ 125 ] |
| Premios Óscar                                   | Mejor guion original           | Frank Pierson                                                                                      | Ganador      | [ 125 ] |
| Premios Óscar                                   | Mejor montaje                  | Dede Allen                                                                                         | Candidata    | [ 125 ] |
| Premios BAFTA                                   | Mejor película                 | Sidney Lumet                                                                                       | Candidato    | [ 117 ] |
| Premios BAFTA                                   | Mejor director                 | Sidney Lumet                                                                                       | Candidato    | [ 117 ] |
| Premios BAFTA                                   | Mejor actor                    | Al Pacino (también por El padrino II)                                                              | Ganador      | [ 117 ] |
| Premios BAFTA                                   | Mejor guion                    | Frank Pierson                                                                                      | Candidato    | [ 117 ] |
| Premios BAFTA                                   | Mejor montaje                  | Dede Allen                                                                                         | Ganadora     | [ 117 ] |
| Premios BAFTA                                   | Mejor sonido                   | Jack Fitzstephens, Richard Cirincione, Sandy Packow, Stephen A. Rotter, James Sabat y Dick Vorisek | Candidatos   | [ 117 ] |
| Premios David di Donatello                      | Premio David especial          | Martin Bregman y Martin Elfand                                                                     | Ganadores    | [ 126 ] |
| Premios del Sindicato de Directores             | Mejor dirección                | Sidney Lumet                                                                                       | Candidato    | [ 127 ] |
| Premios Globo de Oro                            | Mejor película dramática       | Mejor película dramática                                                                           | Candidata    | [ 116 ] |
| Premios Globo de Oro                            | Mejor actor - Drama            | Al Pacino                                                                                          | Candidato    | [ 116 ] |
| Premios Globo de Oro                            | Mejor actor de reparto         | John Cazale                                                                                        | Candidato    | [ 116 ] |
| Premios Globo de Oro                            | Mejor actor de reparto         | Charles Durning                                                                                    | Candidato    | [ 116 ] |
| Premios Globo de Oro                            | Mejor director                 | Sidney Lumet                                                                                       | Candidato    | [ 116 ] |
| Premios Globo de Oro                            | Mejor guion                    | Frank Pierson                                                                                      | Candidato    | [ 116 ] |
| Premios Globo de Oro                            | Nueva estrella del año - Actor | Chris Sarandon                                                                                     | Candidato    | [ 116 ] |
| Kansas City Film Critics Circle Awards          | Mejor actor                    | Al Pacino                                                                                          | Ganador      | [ 128 ] |
| Asociación de Críticos de Cine de Los Ángeles   | Mejor película                 | Mejor película                                                                                     | Ganadora     | [ 130 ] |
| Asociación de Críticos de Cine de Los Ángeles   | Mejor director                 | Sidney Lumet                                                                                       | Ganador      | [ 130 ] |
| Asociación de Críticos de Cine de Los Ángeles   | Mejor actor                    | Al Pacino                                                                                          | Ganador      | [ 130 ] |
| National Board of Review Awards                 | 10 películas más destacadas    | 10 películas más destacadas                                                                        | Quinto lugar | [ 131 ] |
| National Board of Review Awards                 | Mejor actor de reparto         | Charles Durning                                                                                    | Ganador      | [ 131 ] |
| National Film Preservation Board                | National Film Registry         | National Film Registry                                                                             | Incluida     | [ 91 ]  |
| New York Film Critics Circle Awards             | Mejor actor                    | Al Pacino                                                                                          | Finalista    | [ 132 ] |
| New York Film Critics Circle Awards             | Mejor actor de reparto         | Chris Sarandon                                                                                     | Candidato    | [ 132 ] |
| Online Film & Television Association Awards     | Salón de la fama - Película    | Salón de la fama - Película                                                                        | Ganadora     | [ 133 ] |
| Festival Internacional de Cine de San Sebastián | Concha de Oro                  | Concha de Oro                                                                                      | Candidata    | [ 118 ] |
| Festival Internacional de Cine de San Sebastián | Concha de Plata al mejor actor | Al Pacino                                                                                          | Ganador      | [ 118 ] |
| Premios WGA                                     | Mejor guion original           | Frank Pierson                                                                                      | Ganador      | [ 134 ] |